# Nanos bimaculatus
Nanos bimaculatus är en skalbaggsart som beskrevs av Künckel D'herculais 1887. Nanos bimaculatus ingår i släktet Nanos och familjen bladhorningar. Inga underarter finns listade i Catalogue of Life.